# Pinus heldreichii

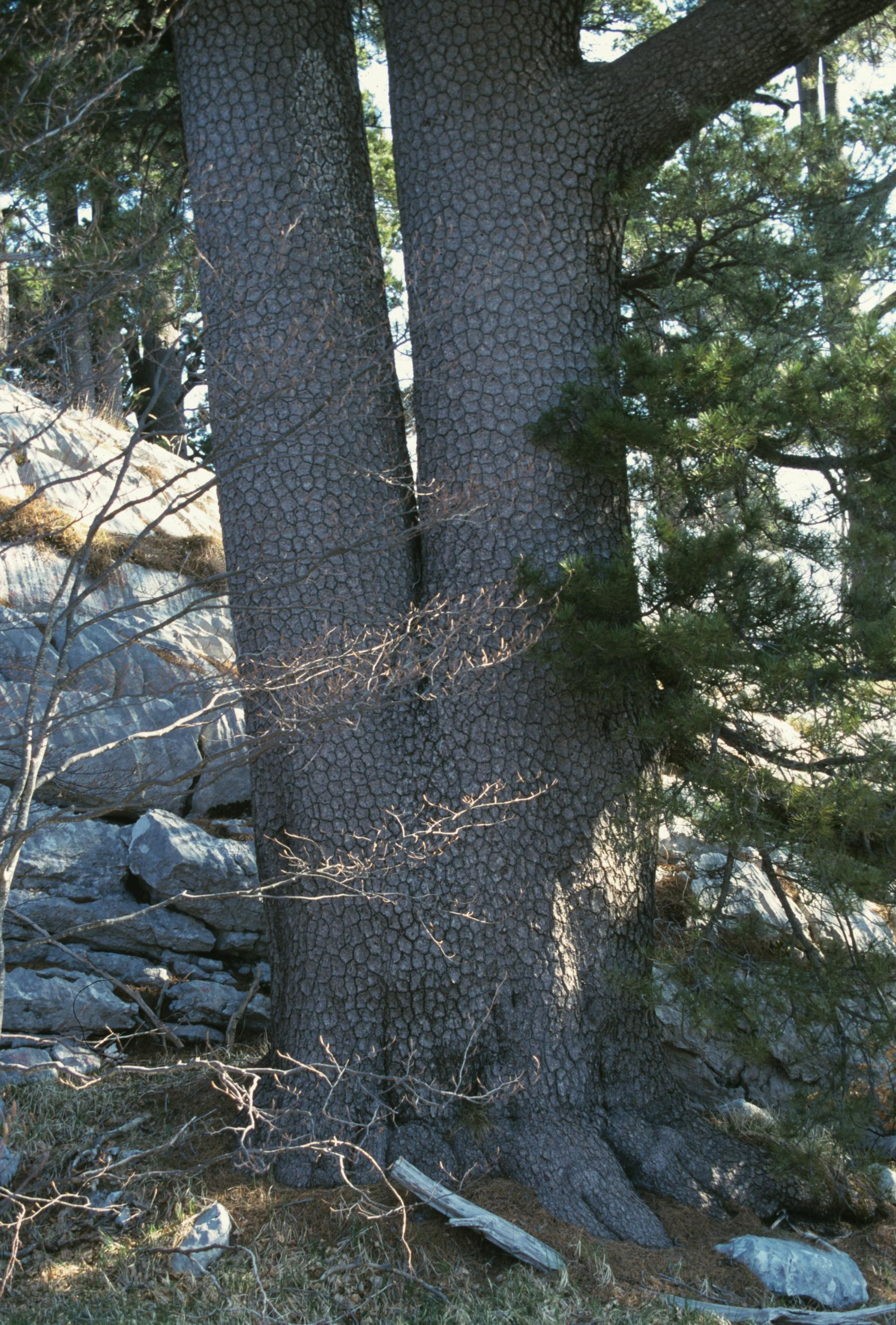

Pinus heldreichii — (укр. Сосна боснійська, синонім P.leucodermis) є одним з видів роду сосна родини соснових. Видова назва дана на честь німецького ботаніка Теодора фон Гелдрейха.

## Опис
Це вічнозелене дерево до 25–35 м у висоту, при діаметрі стовбура 2 м. Вона належить до групи жорстких сосен з двома голками в пучку та постійною оболонкою. Голки 4,5–10 см в довжину і 1,5–2 мм в товщину. Шишки 5–9 см завдовжки, з тонкою, тендітною поверхнею, вони темно-синьо-фіолетові до дозрівання, темніють при дозріванні, яке відбувається протягом 16–18 місяців після запилення.

## Поширення
Ця сосна родом з гірських районів на Балканах і в південній Італії. Вона може бути знайдена в горах Боснії, південно-західній Болгарії, Албанії, Північної Македонії, Сербії, Північній Греції (на півдні від гори Олімп) і локально на півдні Італії (це символ Національного Парку Полліно). Росте в горах на висотах 900–2500 м над рівнем моря, в основному на вапняних породах, часто доходить до альпійської лінії дерев.